# Raimon Weber
Raimon Weber (ur. 27 marca 1961 w Unna) – niemiecki pisarz i autor słuchowisk radiowych. Popularność zdobył jako współautor słuchowiska Gabriel Burns.

## Książki
- Die Nuß im Ohr des Präsidenten, éditions trèves, 1999, ISBN 3-88081-373-6
- Die Stadt der Salzfresser und furchtlosen Hüte in: Kreuz und quer den Hellweg, Klartext Verlag, 1999, ISBN 3-88474-791-6
- Der Admiral und die Wurst in: A 45, Grupello Verlag, 2000, ISBN 3-933749-37-9
- Wir waren unsterblich Krimi, verlag im bücherzentrum, 2003, ISBN 3-9809261-0-9
- Wozu wir fähig waren Krimi, verlag im bücherzentrum, 2006, ISBN 3-9809261-1-7
- Eis bricht Krimi, verlag im bücherzentrum, 2007, ISBN 978-3-9809261-2-6
- Wer wringt denn da die Katze aus? Kolumnen 1998-2008, verlag im bücherzentrum, 2008, ISBN 978-3-9809261-4-0
- Zwienacht Thriller, verlag im bücherzentrum, 2008, ISBN 978-3-9809261-5-7
- Stiere, Pornos und Holzwickede in: Mord am Hellweg, Grafit, 2002, ISBN 3-89425-271-5
- Aschermittwoch, Magnum und der Tod in Beckum in: Mord am Hellweg IV, Grafit, 2008, ISBN 978-3-89425-352-3